# Nikola Milenković
Nikola Milenković (serbisch-kyrillisch Никола Миленковић; * 12. Oktober 1997 in Belgrad, Bundesrepublik Jugoslawien) ist ein serbischer Fußballspieler. Der Abwehrspieler steht bei Nottingham Forest unter Vertrag.

## Vereinskarriere

### Karrierebeginn in der Heimat
Nikola Milenković wurde am 12. Oktober 1997 in Belgrad, der Hauptstadt der damaligen Bundesrepublik Jugoslawien, geboren und begann seine Fußballkarriere im Nachwuchs des Traditionsklubs FK Partizan Belgrad. Nachdem er in sämtlichen Jugendspielklassen angetreten war, wurde er im Sommer 2015 auf Leihbasis zum Farmteam FK Teleoptik in der drittklassigen Srpska Liga Belgrad geschickt und kam dabei auf 13 Meisterschaftseinsätze, bei denen er selbst torlos blieb. Mit der Mannschaft, die bereits 2014/15 Vizemeister dieser Liga wurde, erreichte er im Endklassement der Spielzeit 2015/16 ebenfalls nur den zweiten Tabellenplatz. In der zweiten Hälfte der Saison 2015/16 schaffte er den Sprung in den Profikader mit Spielbetrieb in der serbischen SuperLiga. Beim Erstligisten unterschrieb Milenković einen Fünfjahresvertrag und war weiterhin berechtigt im Laufe dieses Spieljahres leihweise für das Farmteam zu spielen.
Nachdem er am 20. März 2016 bei einem 2:1-Auswärtssieg über den FK Čukarički erstmals ohne Einsatz auf der Ersatzbank des amtierenden Meisters saß, absolvierte er drei Spielrunden später sein Profidebüt. Beim 4:0-Heimsieg über den FK Mladost Lučani setzte ihn Trainer Ivan Tomić am 10. April 2016 über die vollen 90 Minuten in der Innenverteidigung ein. Nachdem er im darauffolgenden Ligaspiel nicht zum Kader gehört hatte, war er in der übernächsten Begegnung, einer 1:2-Heimniederlage gegen den FK Čukarički, wieder von Beginn an im Einsatz. In dieser Begegnung wurde er aufgrund eines schweren Fouls, bei dem er mit gestrecktem Bein gegen das Knie seines Gegenspielers Petar Bojić sprang, für vier Spiele gesperrt. Nach dieser Sperre kam er noch in den letzten beiden Saisonspielen seiner Mannschaft jeweils über die volle Spieldauer zum Einsatz und erzielte beim letzten Meisterschaftsspiel, einem 3:2-Heimsieg über den FK Vojvodina, in der siebenten Spielminute nach Vorarbeit von Nemanja Mihajlović per Kopf den 1:0-Führungstreffer. Mit der Mannschaft beendete er die reguläre Meisterschaft auf dem zweiten Tabellenplatz, mit 28 Punkten Rückstand auf den eindeutigen Ersten und Stadtrivalen FK Roter Stern Belgrad. In der nachfolgenden Meisterschaftsrunde, den sieben letzten Ligapartien, konnte sich Partizan ebenfalls nicht gegen Roter Stern behaupten. Im serbischen Fußballpokal konnte sich das Team 2015/16 jedoch gegen die Konkurrenz durchsetzen und gewann das Finale mit 2:0 über den FK Javor Ivanjica; Milenković kam in keiner Pokalpartie zum Einsatz.

### Titelverteidiger im Pokal und Meistertitel in der SuperLiga
In die Saison 2016/17 startete der 1,95 m große Innenverteidiger mit seiner Mannschaft mit der Teilnahme an der 2. Qualifikationsrunde zur UEFA Europa League 2016/17. Dabei setzte ihn der Trainer im Hin- und im Rückspiel jeweils über die volle Spieldauer ein. Nachdem Partizan bereits das Hinspiel mit einem 0:0-Remis abgeschlossen hatte, schaffte die Mannschaft auch nach der regulären Spielzeit im Rückspiel nur ein 0:0 und musste in die Verlängerung und, nachdem auch diese ohne Tore blieb, ins Elfmeterschießen. In diesem unterlagen die Serben schließlich mit 3:4 gegen Zagłębie Lubin. In die serbische SuperLiga 2016/17 startete Milenković unter Trainer Ivan Tomić wieder als Stammkraft. Nachdem es in weiterer Folge zu einem Trainerwechsel kam, woraufhin wenige Tage später Marko Nikolić als neuer Trainer engagiert wurde, kam der Innenverteidiger in der zweiten und der dritten Meisterschaftsrunde nicht zum Einsatz und verweilte lediglich auf der Ersatzbank. Nach einem schwachen Saisonstart und einigen verletzten Spielern in der Defensive von Partizan war Milenković spätestens ab der vierten Runde Stammspieler in der Abwehrreihe des Hauptstadtklubs. In weiterer Folge spielte er mit seinem Verein um den Meistertitel und verlor nur ein einziges der nachfolgenden 34 Meisterschaftspartien. Nach der regulären Spielzeit konnte sich das Team allerdings nicht gegen Roter Stern durchsetzen und rangierte mit sechs Punkten Rückstand auf den Stadtrivalen erneut auf dem zweiten Tabellenplatz. Nach der absolvierten Meisterschaftsrunde, den sieben letzten Ligapartien, konnte sich Partizan doch noch vor Roter Stern einreihen und die Meisterschaft gewinnen. Im Februar 2017 wurde Milenković von der italienischen Fachpresse, im Speziellen von La Gazzetta dello Sport, als einer der 30 besten jungen Spieler auf der Welt gelistet. Im serbischen Fußballpokal 2016/17 setzte ihn Marko Nikolić ebenfalls in allen Spielen des FK Partizan ein; im Finalspiel gegen den Lokalrivalen Roter Stern konnte sich der Innenverteidiger als Matchwinner präsentieren. Nach einer von Marko Janković geschossenen Ecke erzielte er in der 42. Spielminute den Treffer zum 1:0; Partizan konnte diese 1:0-Führung über die gesamte Spieldauer durchbringen und den Titel verteidigen.

### Wechsel nach Italien
Am 24. Mai 2017, drei Tage vor der Titelverteidigung im serbischen Fußballpokal, gab Milorad Vučelić, Präsident von Partizan Belgrad, den Wechsel des großgewachsenen Innenverteidigers in die italienische Serie A zum AC Florenz bekannt. Bei einer kolportierten Ablösesumme von 5,1 Millionen Euro unterfertigte der 19-Jährige einen Vertrag mit einer Laufzeit von fünf Jahren bis zum Sommer 2022. Nach seinem Wechsel im Sommer 2017 saß der Serbe von Saisonbeginn 2017/18 an uneingesetzt auf der Ersatzbank und sollte nur als Reserve für den italienischen Nationalspieler Davide Astori fungieren. Erst am 22. Dezember 2017, der 18. Meisterschaftsrunde, gab Milenković sein Debüt in der höchsten italienischen Fußballliga, als ihn Trainer Stefano Pioli beim 1:0-Auswärtssieg über Cagliari Calcio von Beginn an als Linksverteidiger einsetzte und ab der 84. Spielminute durch Carlos Sánchez ersetzte. In den nachfolgenden drei Meisterschaftsspielen saß er abermals ohne einen Einsatz auf der Bank und kam erst wieder am 22. Januar 2018 zu seinem zweiten Einsatz in der Serie A. Auch in den nachfolgenden drei Meisterschaftspartien setzte ihn Pioli ein und ließ ihn – abwechselnd als Rechtsverteidiger und Innenverteidiger spielend – zumeist über die vollen 90 Minuten zum Einsatz kommen. Danach versäumte er aufgrund einer Gelb-Rot-Sperre ein Spiel. Am 4. März 2018 wurde sein Teamkollege Davide Astori vor einem Spiel des AC Florenz gegen Udinese Calcio tot in seinem Hotelzimmer aufgefunden. Nikola Milenković war zu diesem Zeitpunkt noch Aspirant auf die Position des Innenverteidigers von Fiorentina, auf der auch Astori spielte.

### Wechsel nach England
Am 18. Juli 2024, nach sieben Jahren bei der Fiorentina, wechselte Milenković zu Nottingham Forest, wo er einen Vertrag bis zum 30. Juni 2029 unterschrieb.

## Nationalmannschaftskarriere
Zwischen 2015 und 2016 kam Milenković in zumindest drei Länderspielen für die serbische U-19-Nationalmannschaft zum Einsatz. Sein Debüt gab er dabei am 16. Dezember 2015 bei einer 1:4-Niederlage in einem freundschaftlichen Länderspiel gegen die Alterskollegen aus Italien. Danach bestritt er mit der Mannschaft die Qualifikation zur U-19-Europameisterschaft 2016 und kam in zwei der drei Gruppenspielen seines Teams in der Elite-Runde der Qualifikation zum Einsatz, wobei ihm unter anderem ein Tor gelang. Mit der Mannschaft schied er als Dritter der Gruppe 7 aus; nur der Sieger einer jeden Gruppe qualifizierte sich für die Endrunde in Deutschland. Kurz vor seinem 19. Geburtstag gab Milenković unter Slavoljub Muslin sein Debüt in der A-Nationalmannschaft seines Heimatlandes, als er bei einer 0:3-Niederlage in einem Freundschaftsspiel gegen Katar, als dem uruguayisch-katarische Doppelstaatsbürger Sebastián Soria ein Hattrick gelang, von Beginn an zum Einsatz kam und in der Halbzeitpause durch Vladimir Kovačević ersetzt wurde.
Im Jahr 2017 debütierte er unter Nenad Lalatović in der U21 Serbiens und kam fortan für diese zu regelmäßigen Einsätzen. So nahm er unter anderem mit den Serben an der U-21-Europameisterschaft 2017 in Polen teil, wurde aber beim Vorrundenaus in keinem der drei Gruppenspiele seiner Mannschaft eingesetzt.
2018 nahm er mit Serbien an der Fußball-WM in Russland teil, beim Vorrundenaus kam er in allen drei Gruppenspielen in der Innenverteidigung zum Einsatz.